# 毛谷村六助
毛谷村 六助（けやむら ろくすけ）は、 安土桃山時代の人物。
加藤清正の家臣となり、貴田孫兵衛統治と名乗る。